# Surfer d'argent
Norrin Radd, alias le Surfer d’argent (« The Silver Surfer » en version originale) est un super-héros évoluant dans l'univers Marvel de la maison d'édition Marvel Comics. Créé par le dessinateur Jack Kirby, le personnage de fiction apparaît pour la première fois dans le comic book Fantastic Four #48 en mars 1966.
Le Surfer d’argent est un humanoïde à la peau métallique argentée qui peut voyager dans l'espace à l'aide de son engin semblable à une planche de surf. À l'origine, jeune astronome nommé Norrin Radd sur la planète Zenn-La, il sauve son monde natal du Dévoreur de mondes, Galactus, en le servant comme son héraut. En retour, Galactus l'investit d'une infime partie de son pouvoir cosmique. Norrin Radd acquiert alors une immense puissance, un nouveau corps et son surf argenté, avec lequel il peut voyager plus vite que la lumière. Maintenant connu sous l'identité du Surfer d’argent, il parcourt le cosmos à la recherche de planètes capables de sustenter Galactus.
Quand l'un de ces voyages l’amène sur Terre, il rencontre les Quatre Fantastiques, une puissante équipe de super-héros qui l’aident à redécouvrir son humanité et sa noblesse d'esprit. Trahissant Galactus, le Surfer sauve la Terre, mais Galactus l'exila comme punition.
En 2011, le site IGN a classé le Surfer d’argent à la 41e place de sa liste des « 100 meilleurs héros de comics ». Au cinéma, le personnage a été interprété par Doug Jones avec la voix de Laurence Fishburne dans le film Les Quatre Fantastiques et le Surfer d'argent (2007).

## Historique de la publication
Le personnage apparaît pour la première fois en 1966 sous le crayon de Jack Kirby, dans un épisode des Quatre Fantastiques dans lequel ils sont confrontés à une entité nommée Galactus, le quasi-dieu mangeur de mondes. Estimant qu'un personnage aussi puissant se doit d'avoir un héraut, Kirby crée le surfer argenté qui le précède.
L'idée séduit Stan Lee, au point qu'en mai 1968, le personnage paraît dans un fascicule qui lui est consacré. Le dessin est confié à John Buscema qui, disposant d'une large autonomie, réalise dix-sept épisodes (le dix-huitième et dernier est de Jack Kirby) dans lesquels il développera en profondeur la dimension épique et surtout tragique du personnage. Le Surfer d’argent fera par la suite de nouvelles apparitions.
Ainsi, en juillet 1987, une nouvelle série est confiée à Steve Englehart et Marshall Rogers (remplaçant John Buscema pressenti à l’origine). Elle durera 146 épisodes et verra des auteurs aussi prestigieux que Jim Starlin, Ron Marz, George Perez ou Jean-Marc De Matteis y travailler. Ensuite, une autre série est créée au début des années 2000, projetant le Surfer dans des univers proches de la science-fiction. Entretemps, il aura fait l'objet de plusieurs romans graphiques (Graphic novels) réalisés par Jack Kirby, John Byrne (juin 1982), John Buscema (1988) et Keith Pollard (1990), tous écrits par Stan Lee. Jim Starlin a également écrit plusieurs récits indépendants sur le personnage.
En France, la série a été publiée pour la première fois en février 1969 dans le no 1 de la revue Fantask, puis à partir de 1970 dans Strange et 1978 dans Nova. C'est dans ce périodique que Marcel Navarro (qui signe J.-K. Melwyn-Nash) et le dessinateur Jean-Yves Mitton réalisent deux épisodes inédits du Surfer baptisés La Porte étroite dans Nova nos 25-26) qui sont, historiquement, le premier comic officiellement produit par une équipe française. On retrouvera le personnage dans plusieurs albums, notamment Les Quatre Fantastiques. En décembre 1988, le dessinateur Jean Giraud (Mœbius) s'associe à Stan Lee pour réaliser un épisode double, intitulé Silver Surfer : Parabole (Parable), publié dans la revue (À suivre), puis en album chez Casterman en 1990.

## Biographie du personnage
Un jour, le gigantesque vaisseau spatial de l'entité cosmique connue sous le nom de Galactus arrive sur la planète Zenn-La et y stationne, après avoir aisément détruit les défenses planétaires. Les habitants de Zenn-La comprennent alors que leur fin approche, leur arme ultime n'ayant eu aucun effet contre le Dévoreur de Mondes. Ils perdent tout esprit combatif. Tous sauf un : Norrin Radd, un jeune astronome. Ce dernier va courageusement à la rencontre de Galactus, mais devant sa puissance il est bientôt réduit à sa merci. Galactus lui fait pourtant alors une étrange proposition : « Deviens mon héraut, parcours l’univers et trouve-moi des planètes bonnes à consommer, en échange de quoi j'épargnerai ta planète Zenn-La. »

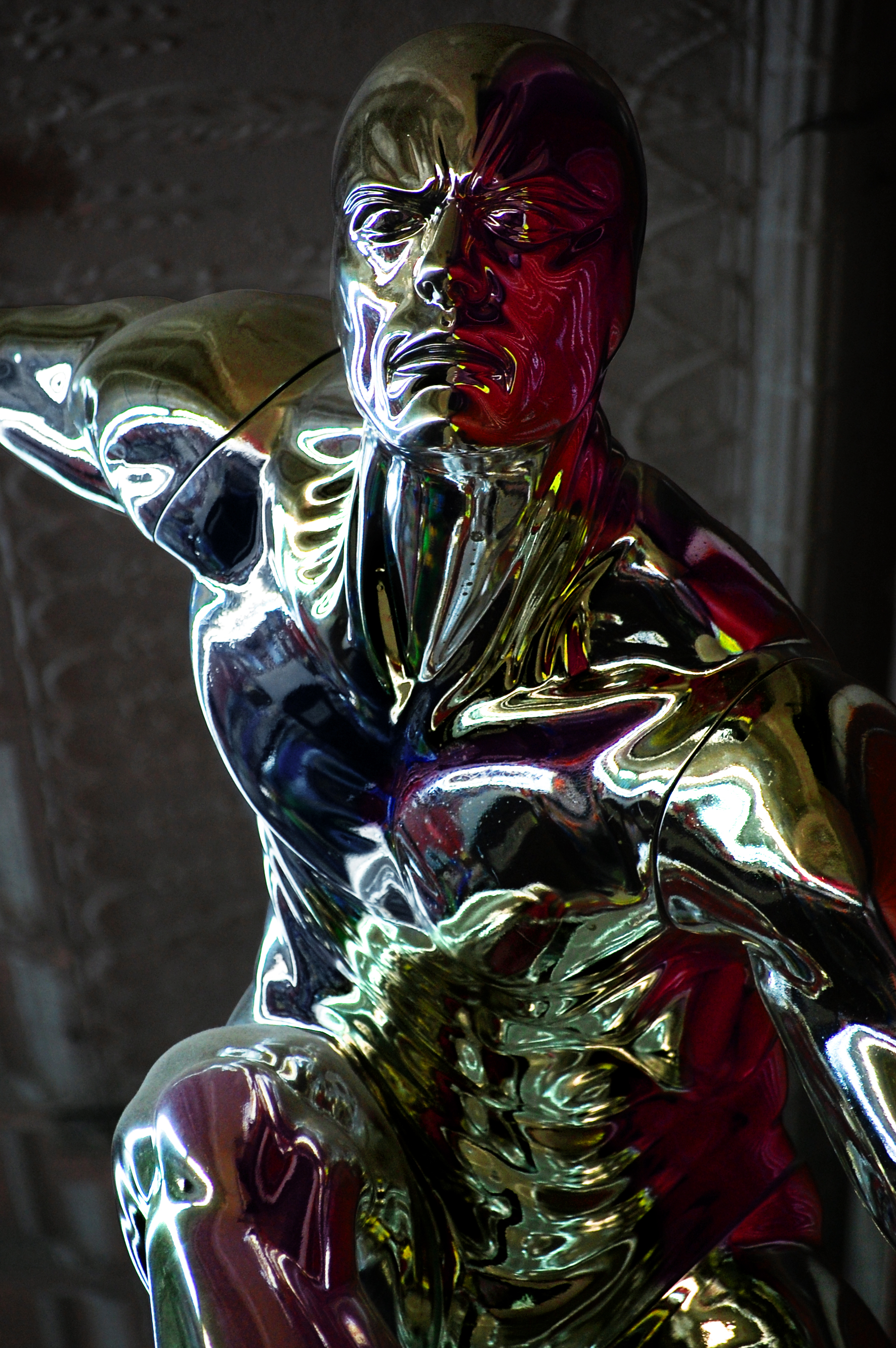
Statue représentant le Surfer d'argent.

Pour Galactus, le fait de déléguer les recherches de nouvelles planètes à un serviteur lui permet d'épargner l'énorme dépense d'énergie et de temps liée à cette tâche. Norrin Radd accepte la proposition de Galactus, et celui-ci l'investit alors d'une partie de ses pouvoirs cosmiques, transforme sa peau en une substance indestructible à l'aspect métallique et à la couleur argentée, et lui confectionne un véhicule supraluminique dirigé par la pensée, composé de la même matière indestructible argentée que son corps, à l'apparence d'une simple planche de surf. Ce moyen de transport vaut à Norrin Radd le surnom du « Silver Surfer » (le « Surfer d’argent »). Quittant Zenn-La pour servir son nouveau maître, il est contraint d'abandonner sa fiancée Shalla-Bal, parcourant le cosmos tout en souffrant des affres de l’exil.
Il trouve plusieurs planètes inhabitées pour apaiser la faim dévorante de Galactus, mais, les planètes désertes se faisant de plus en plus rares, il trouve normal de livrer la planète bleue (la Terre) à son maître quand il la découvre.
La suite diffère selon les adaptations de l'histoire :
- dans la bande dessinée Les Quatre Fantastiques, les Skrulls sur leur planète observent le Surfer d'Argent en craignant son maître Galactus, Uatu le Gardien affirme que Galactus ne s'est attaqué qu'à des planètes inhabitées avant de trouver la Terre. Pourtant, la police galactique Nova Corps (en) considère le Surfer comme un suspect de complicité du génocide causé par Galactus. De même, le Surfer a subi plusieurs fois l'assaut de réfugiés qui l'accusaient de complicité dans le massacre de la population de leur planète par Galactus ;
- dans le dessin animé Le Surfer d’argent, toutes les civilisations avancées savent que si elles aperçoivent le Surfer d’argent arriver sur leur monde, il est inutile de se battre et qu'il faut évacuer au plus vite la planète avant l'arrivée du Dévoreur de Mondes. Toujours dans le dessin animé, Galactus découvre seul la Terre, tandis que le Surfer d’argent échappe à un complot du titan Thanos. Quand Norrin Radd comprend que les terriens ont une technologie trop primitive pour évacuer leur planète, le Surfer se retourne contre Galactus et le combat pour sauver la Terre. Le Surfer est facilement vaincu par son maître, mais ce dernier, impressionné par le courage du Surfer, accepte d'épargner la Terre et rend sa liberté à Norrin Radd ;
- dans la bande dessinée, c'est le Surfer qui découvre la Terre (malgré le camouflage d'Uatu) et qui envoie le signal à Galactus. Se situant en dehors de toute morale (à l'image de son maître), le Surfer ne voit alors pas la gravité de l'acte qu'il commet en livrant une planète habitée au Dévoreur de Mondes[6]. Mais, après sa rencontre avec la terrienne Alicia Masters, Norrin Radd est convaincu que la planète mérite d'être sauvée[7]. Cependant, son opposition à Galactus n'a que peu d'effet, et ce sont les Quatre Fantastiques, aidés du Gardien, qui repoussent finalement Galactus. Johnny Storm récupéra l'Ultime Anéantisseur sur Taa II, la demeure de Galactus selon les instructions d'Uatu[8].

Galactus accepte d'épargner la Terre, mais en contrepartie prive le Surfer d'une partie de ses pouvoirs. Il établit autour de la Terre une barrière invisible et infranchissable par le Surfer, afin que celui-ci découvre la médiocrité de cette humanité pour laquelle il a donné sa liberté.
Suivent moult aventures : contre le démon Méphisto, le seigneur de l'Enfer ; Galactus qui cherche à reconquérir son héraut ; le Docteur Fatalis ; Loki, le dieu nordique du mal ; la race extraterrestre des Badoons (en) ; le Haut Seigneur ; l’Étranger, mais aussi contre l'humanité de la Terre qui cherche plusieurs fois à exploiter ou à détruire le Surfer.
Finalement, Norrin Radd parvient à retrouver la liberté (au début de la nouvelle série de comics en 1989) en trouvant une planète alternative pour apaiser Galactus ; ce dernier lui pardonne et lui permet de traverser la barrière qui auparavant le bloquait sur Terre. Le Surfer reprend alors ses aventures à travers le cosmos, et ce jusqu'à aujourd'hui.

## Pouvoirs, capacités et équipement

### Pouvoirs et capacités
Le Surfer d'argent est investi d'une fraction du Pouvoir cosmique (Power Cosmic) que lui a donné Galactus quand il est devenu son héraut. Sa puissance réside principalement dans sa capacité à manipuler la matière et l'énergie cosmique. Il absorbe les énergies cosmiques ambiantes de l’univers et peut les manipuler pour en obtenir divers effets.
En complément de ses pouvoirs, Norrin Radd était à l'origine un scientifique et (au moins partiellement) un philosophe, talents qu’il a conservé depuis sa transformation et qu'il utilise encore à l’occasion sous son apparence de Surfer d'argent. C'est un combattant au corps à corps moyennement doué, mais qui compense grâce aux immenses énergies cosmiques contenues dans son corps.
- Grâce au Pouvoir cosmique, Le Surfer d'argent peut accroître sa force physique jusqu’à des niveaux incalculables, mais au moins égaux à la Classe 100 de l'échelle Marvel, ce qui lui permet de soulever (ou d'exercer une pression équivalente à) au moins 100 tonnes[1]. Il peut aussi altérer sa taille[1].
- Il possède une résistance immense et peut notamment encaisser des coups du marteau de Thor, Mjolnir, sans aucun dommage. Au combat au corps à corps, il fait jeu égal avec Hulk, si celui-ci est calme, et a même réussi à battre Colossus dans un combat épique contre ce dernier. Il n’est vulnérable que face à des individus possédant un pouvoir équivalent ou supérieur au sien, comme Morg, le Coureur ou Thanos et, bien entendu, Galactus[1].
- Il est immortel et quasiment invulnérable, sa peau argentée le protégeant du vide de l'espace, de la chaleur des étoiles et de la plupart des radiations. Grâce à elle, il est capable de survivre dans les milieux extra-dimensionnels les plus hostiles ; il est ainsi apte à survivre au cœur d'une étoile et même à l'intérieur d'un trou noir[1]. Il ne connaît pas la fatigue, ni la faim ou la soif et n'a plus besoin de dormir[1]. Sa seule source de « nourriture » est désormais l’énergie cosmique qu'il absorbe continuellement[1].
- En manipulant l'énergie cosmique, il peut projeter d'énormes décharges d’énergies ou ériger des boucliers d’énergie défensifs. Sa puissance est suffisante pour lui permettre de détruire de petits planétoïdes. Il peut également absorber n’importe quelle forme d’énergie, manipuler la gravité ou se rendre intangible afin de traverser les objets solides, et créer des illusions[1].
- Il peut aussi soigner les blessures d'êtres vivants, mais est incapable de ramener à la vie un être qui est déjà mort. Il peut cependant revitaliser toute forme de vie organique et même développer la vie à une échelle planétaire. Il peut aussi créer de la matière vivante à partir de matière inerte ou restructurer moléculairement n’importe quelle matière[1].
- Son énergie cosmique a également augmenté considérablement ses sens. Grâce à cela, il peut détecter des objets ou des traces d’énergie qui sont distantes à des années-lumière de lui, percevoir la matière ou l’énergie à un niveau subatomique et même voir à travers le temps en se concentrant, ce qui lui permet de percevoir des événements du passé ou futurs. Il est par ailleurs extrêmement doué pour voyager dans l’espace et trouver la bonne direction à prendre pour atteindre sa destination[1].
- En certaines occasions, on l'a vu faire preuve de capacités télépathiques limitées ; il a aussi démontré posséder la capacité d'influencer les émotions ou les sentiments d’autres individus[1].
- Pour se déplacer, il utilise habituellement sa planche de surf lors de ses voyages dans l’espace interstellaire ou dans l'atmosphère d'une planète ; il peut aussi entrer dans l’hyperespace pour se déplacer plus vite que la lumière, atteignant des vitesses quasi illimitées[1]. Il possède également la capacité de franchir les barrières dimensionnelles et de voyager dans le temps[1]. Cependant, au sein de l'atmosphère d’une planète, il se limite généralement à une vitesse de Mach 10 afin d'éviter les perturbations engendrées par l’atmosphère traversée[1].

### Équipement

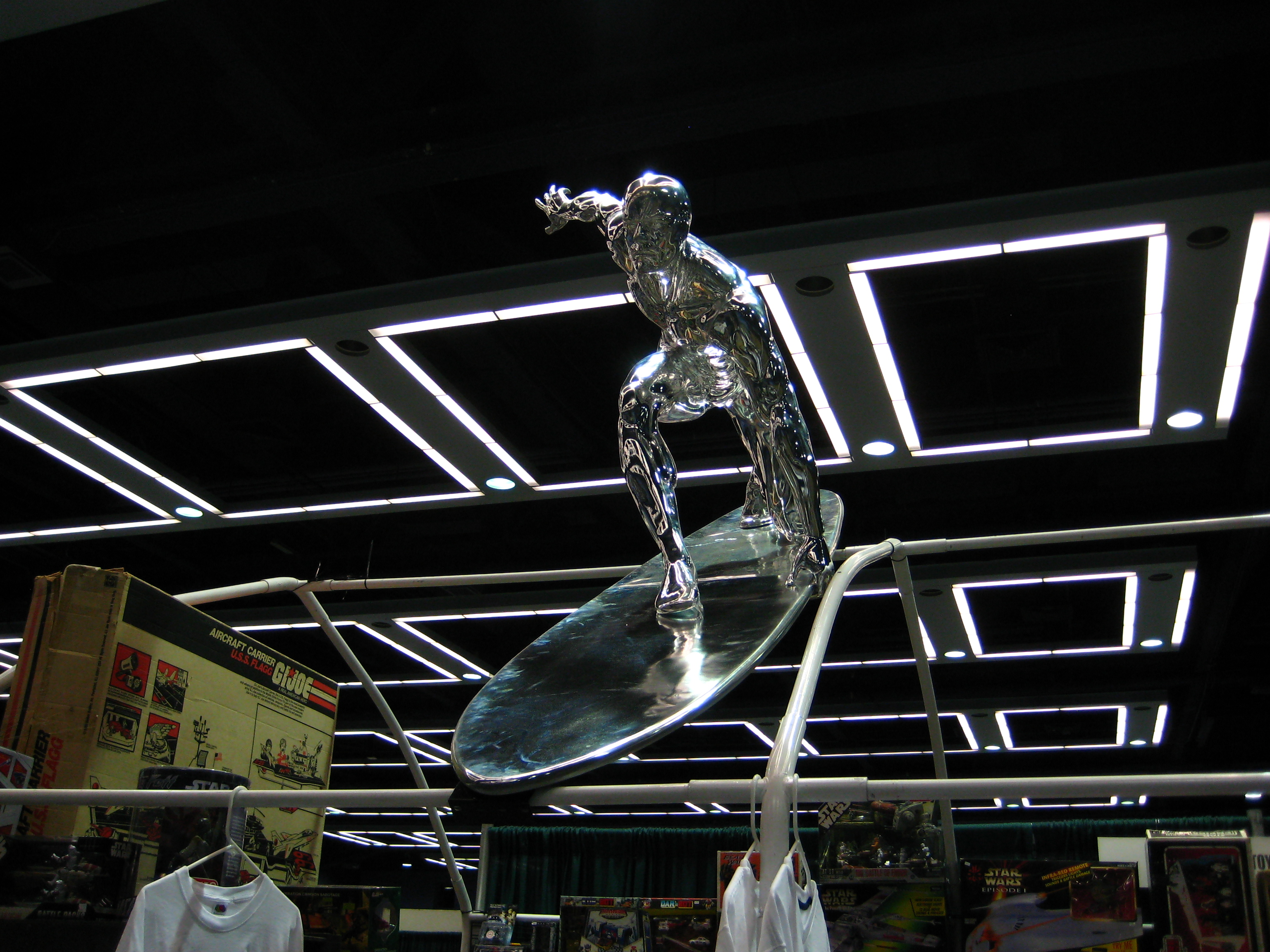
Statue représentant le Surfer d'Argent sur son surf.

Le Surfer d'argent possède une planche de surf en métal argenté que Galactus lui a donnée, et qu'il appelle un « fanal ». Composée de la même matière imperméable, argentée et extrêmement résistante que sa peau artificielle, sa planche lui sert de moyen de déplacement. Avec son surf, il peut se déplacer dans l'espace à des vitesses hyperluminiques et parcourir d'énormes distances.
Le surf peut être dirigé mentalement et revenir à son porteur quand le Surfer l’appelle. La planche répond immédiatement aux ordres mentaux de son propriétaire, même si le Surfer d'argent n’est pas en contact physique avec elle. La planche est virtuellement indestructible, bien qu'elle ait été déjà brisée en quelques occasions ; cependant, le Surfer a toujours été capable de la reconstituer et celle-ci ne porte aucune trace de ces événements.
En plus d'être un moyen de transport, le Surfer peut aussi se servir de sa planche pour attaquer un ennemi à distance, ou pour retenir un individu entre lui et sa planche.

## Apparitions dans d'autres médias
Sauf indication contraire, les informations mentionnées dans cette section peuvent être confirmées par la base de données cinématographiques IMDb,  présente dans la section « Liens externes ».

### Cinéma

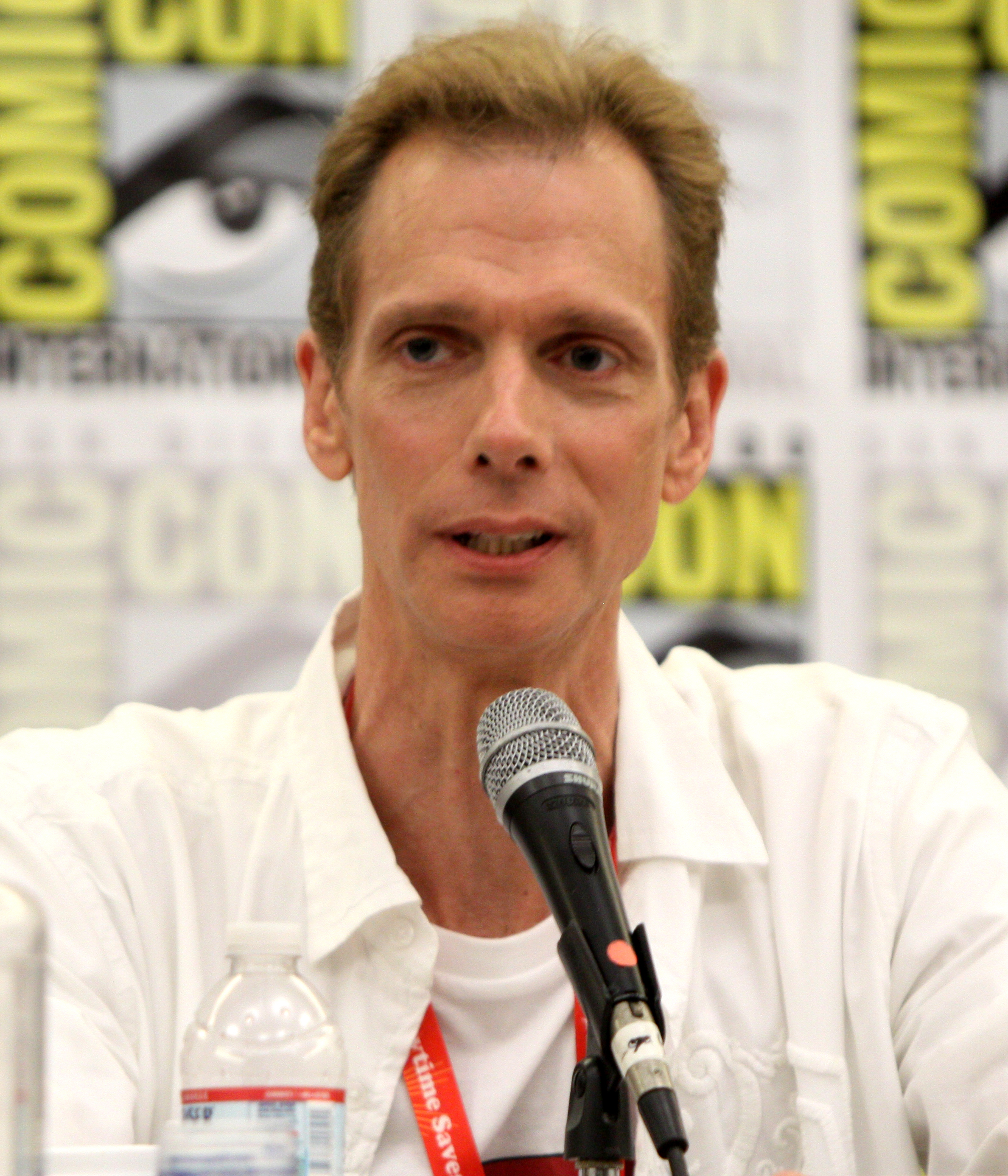
Doug Jones incarne Le Surfer d'Argent dans Les Quatre Fantastiques et le Surfer d'argent (2007).

Interprété par Doug Jones (capture de mouvement) et Laurence Fishburne (voix)
- 2007 : Les Quatre Fantastiques et le Surfer d'argent réalisé par Tim Story.

#### Dans l'Univers cinématographique Marvel
Interprété par Julia Garner (version Shalla-Bal)
- 2025 : The Fantastic Four: First Steps réalisé par Matt Shakman[9].

### Télévision
- 1994-1996 : Les Quatre Fantastiques (série d'animation)
- 1998 : Silver Surfer (série d'animation)
- 2009 : The Super Hero Squad Show (série d'animation)

### Jeu vidéo
- 2006 : Marvel: Ultimate Alliance
- 2007 : Les Quatre Fantastiques et le Surfer d'argent
- 2020 : Fortnite (personnage jouable)

### Jeu de société
- 2007 : HeroScape Marvel : Le conflit commence

## Dans la culture populaire

### Bande dessinée
- En 1974, le dessinateur Gotlib crée une parodie pour le magazine L’Écho des savanes no 7 : La Saga du patineur d'argent.
- La série Masqué (2013) de Serge Lehman et Stéphane Créty[10] contient un hommage au personnage.

### Cinéma
- Dans À bout de souffle, made in USA (1983) de Jim McBride, le personnage interprété par Richard Gere est passionné par cette série de comics et s’identifie au Surfer en quête de liberté.
- Dans Reservoir Dogs (1992) de Quentin Tarantino, on peut voir un poster du Surfer d'argent sur le mur de l'appartement de M. Orange, le personnage interprété par Tim Roth[11].
- Dans le film USS Alabama (Crimson Tide, 1995) de Tony Scott, le lieutenant Hunter (interprété par Denzel Washington) départage deux matelots qui se disputent à propos du Surfer d'argent, l'un préférant la version dessinée par Jack Kirby et l'autre celle dessinée par Jean Giraud, dit Mœbius.

### Télévision
- Dans la série NCIS : Los Angeles, l'agent spécial Sam Hanna possède la collection complète du Surfer d'argent, conservée dans un coffre-fort[12].

### Musique
- Dans l'album Surfing with the Alien (1987) de Joe Satriani, l'artiste utilise le personnage du Surfer d’argent comme un emblème. La pochette de l'album représente d'ailleurs le héros de comics[13]. Dans l'album Flying In a Blue Dream (1989), on retrouve également un morceau intitulé Back to Shalla-Bal.